# حرية، نظام، عدالة

شعار تونس المكتوب على شعار النبالة.

شعار تونس هو حرية، نظام، عدالة. اعتُمِد الشعار الأصلي، حرية، نظام، عدالة، مع شعار النبالة المستقلة الجديد بموجب مرسوم الباي الصادر في 21 يونيو 1956. بعد إلغاء النظام الملكي وإعلان الجمهورية في 25 يوليو 1957، ظل شعارا للنظام الجمهوري.
هو مكرس في المادة 4 من دستور 1959 الصادر في 1 يونيو 1959. كما قام قانون 30 مايو 1963، الذي عدل شعار النبالة، بتغيير ترتيب الشعار الوطني: ليصبح نظام، حرية، عدالة. قانون 2 سبتمبر 1989 يعكس ترتيب الشعار الوطني بالعودة إلى شعار عام 1956.
غُيِّرَ الشعار إلى حرية، كرامة، عدالة، نظام بموجب المادة 4 من دستور 2014 الصادر في 10 فبراير 2014. غُيِّر الشعار مرة أخرى إلى حرية، نظام، عدالة بموجب المادة 9 من دستور 2022 الصادر في 25 يوليو 2022.